# Serau malý
Serau malý (Capricornis crispus) je přežvýkavý sudokopytník z čeledi turovitých. Serau patří k podčeledi ovcí a koz, je příbuzný kamzíka a gorala, Je endemitem Japonska. Jedná se o vzácný, málo známý druh, o němž není k dispozici mnoho informací. Jeho nejbližší příbuzní jsou podobný, ale tmavší serau tchajwanský (Capricornis swinhoei) z ostrova Tchaj-wan a serau velký (Capricornis sumatraensis) z jižní Číny, Tibetu, Barmy a Sumatry, který je větší, s krátkou, tmavohnědou srstí a světlou hřívou na krku. Všechny druhy jsou ohroženy ztrátou stanovišť i lovem.

## Popis
Serau je středně velký, robustně stavěný kopytník, tvarem těla i velikostí trochu podobný domácí ovci. V kohoutku měří 60 - 75 cm a jeho hmotnost dosahuje 30 - 45 kg. Serau má poměrně krátké nohy s malými kopýtky a silně stavěné tělo, které se díky husté, jemné srsti zdá být ještě zavalitější. Zejména zimní srst je neobyčejně dlouhá a hustá. Krk je krátký, hlava poměrně malá a zašpičatělá, s malými, kulatými botlci a velkýma očima. Ocásek je velmi malý a zcela ukrytý v srsti. Obě pohlaví nosí rovné růžky, měřící jen 10 cm. Zbarvení je světle šedohnědé, v zimní srsti až stříbřité. Samec a samice se od sebe liší jen málo.

## Rozšíření a prostředí
Serau je endemitem, obývá pouze Japonsko, zejména ostrov Honšú, malé populace žijí na ostrovech Kjúśu a Šikoku. Žije v jehličnatých a smíšených lesích v japonských horách, v nebezpečí se uchyluje do skal. Výborně šplhá a skáče.

## Potrava
Potravu seraua tvoří hlavně mladé výhonky stromů a keřů, např. olší, buku, vilínu a kryptomerie, v menší míře spásá trávy, včetně tuhých ostřic.

## Způsob života a rozmnožování
Serau je samotářské a silně teritoriální zvíře. Páry se vytvářejí jen v období páření. Samci si značkují své teritorium výměškem předočních žláz, který páchne po octu. Serau má denní aktivitu, pase se ráno a v podvečer, přes poledne a v noci odpočívá, obvykle mezi skalami. Ve svém teritoriu mají vyšlapané chodníčky, které pravidelně využívají.
Říje probíhá od září do prosince, samice je březí 210 dnů a rodí jedno kůzle, které je velmi hravé a s matkou zůstává celý rok. Do rozmnožování se mladá zvířata zapojují až v druhém nebo třetím roce života a dožívají se 25 let.

## Chov
V zoologických zahradách mimo Japonsko je chován jen zřídka. V Evropě momentálně není žádná zoologická zahrada, která by tohoto zvláštního kopytníka chovala. V minulosti byl úspěšně chován v Zoo Magdeburg, Zoo Berlín či ve vídeňské Zoo Schönbrunn. Je chován v několika severoamerických zahradách.
V rámci České republiky se jeho chovem zabývaly dvě zoologické zahrady. V roce 2003 dovezla Zoo Děčín trojici mladých zvířat ze zoo ve Vídni a Magdeburgu. Samice Noriko z Magdeburgu odešla následující rok do Zoo Ústí nad Labem. V děčínské zoo se celkem třikrát narodilo mládě, nicméně žádné, i přes pokus o umělý odchov, nebylo odchováno. Postupným úhynem chovaných jedinců byl chov v roce 2007 ukončen. Samice Noriko žila v ústecké zoo po zbytek života sama. Nepodařilo se k ní sehnat samce a padl rovněž plán na přesun do berlínské zoo, kam měl přicestovat samec ze Zoo Calgary. Samice Noriko uhynula v roce 2018 jako poslední jedinec svého druhu v evropských zoologických zahradách.

## Mytologie
Serau malý vystupuje v japonském folklóru, kde je považován za podivné, nadpřirozené či strašidelné zvíře. Věří však i tomu, že serau může prinést štěstí. Talisman omamori s motivem serauovy stopy údajně pomáhá žákům zvládat zkoušky tak snadno, jako když serau přelézá strmé svahy. Serau byl předlohou pro podobu lesního ducha ve filmu Princezna Mononoke.